# Pégomas
Pégomas är en kommun i departementet Alpes-Maritimes i regionen Provence-Alpes-Côte d'Azur i sydöstra Frankrike. Kommunen ligger  i kantonen Grasse-Sud som ligger i arrondissementet Grasse. År 2022 hade Pégomas 8 143 invånare.

## Befolkningsutveckling
Antalet invånare i kommunen Pégomas
Referens: INSEE